# Antoine Brun

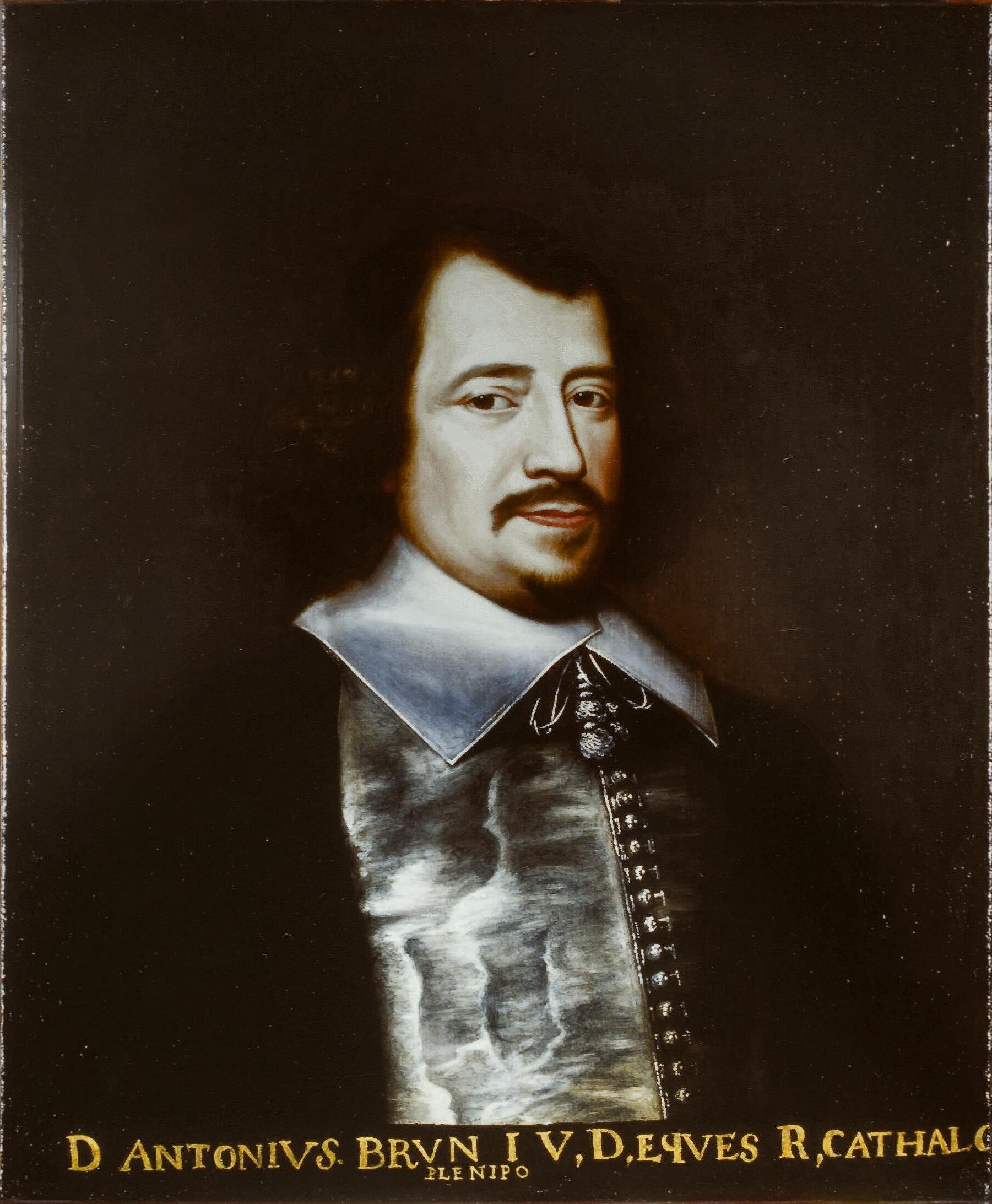
Portret door Jan Baptista Floris (1648)

Antoine Brun, ridder en heer van Aspremont (Dole, 29 juni 1599 – Den Haag, 2 januari 1654) was een Bourgondische diplomaat, rechter en pamfletschrijver in dienst van de Spaanse kroon. 

## Leven
Antoine was de zoon van baron Claude Brun, raadsheer in het parlement van Dole, en van Marie Brun. De familie Brun kwam uit Poligny in het vrijgraafschap Bourgondië. Antoine Brun studeerde bij de jezuïeten en vervolgens aan de universiteit van Dole. Hij werd lid van het parlement van Dole en onderscheidde zich tijdens het beleg van Dole in 1636. Als afgevaardigde van het parlement nam hij in 1637 met generaal Gérard de Watteville deel aan de Bresse-campagne en aan de Slag bij Savigny. Twee jaar later werd hij procureur.
Op de vredesbesprekingen van Westfalen was Brun in Münster gevolmachtigd minister van koning Filips IV van Spanje. Na deze onderhandelingen werd hij de eerste Spaanse ambassadeur in Nederland. Ook was hij vanaf 1642 lid van de Consejo de Flandes in Madrid. Op letterkundig gebied publiceerde hij een Franse vertaling van de correspondentie van Justus Lipsius.
Brun testeerde op 6 december 1653 en stierf op 2 januari 1654. Zijn gezantschap in Den Haag werd overgenomen door Esteban de Gamarra.

## Publicaties
- Le manifeste d'Antoine Brun (1638)
- Pierre de touche des véritables interests des Provinces Unies du Païs-Bas et Des Intentions des deux Couronnes, sur les Traittez de Paix (1647)
- Le choix des épistres de Lipse (1650)
- Propositions faictes par l'ambassadeur d'Espagne, a messieurs les Estats Generavx (1650)
- Discours tenu par monsieur de Brun, ambassadeur d'Espangne, a messieurs les Estats Generaux des Provinces Unies du Pais Bas, en leur Assemblée Generale le 24. ianvier de l'an 1651